# جوزيف ويلسون باينز
جوزيف ويلسون باينز هو سياسي أمريكي، ولد في 24 يناير 1846 في مونت لبنان في الولايات المتحدة، وتوفي في 18 نوفمبر 1906. انتخب عضو مجلس نواب تكساس ‏.